# سرایه مک‌نیل
سرایه مک‌نیل (انگلیسی: Serayah Ranee McNeill زاده ۲۰ ژوئن ۱۹۹۵) بازیگر، خواننده، مدل آمریکایی است.

## فیلمشناسی

### تلویزیونی
| سال         | عنوان     | نقش         | توضیحات                               |
| ----------- | --------- | ----------- | ------------------------------------- |
| ۲۰۱۵–تاکنون | امپراتوری | Tiana Brown | Recurring (فصل ۱) اصلی (فصل ۲–تاکنون) |

### نماهنگ
| سال  | آهنگ    | هنرمند       | نقش     |
| ---- | ------- | ------------ | ------- |
| ۲۰۱۵ | "خصومت" | تیلور سوئیفت | Dilemma |